# Nordazepam
Nordazepam(DCI; ou nordiazepam; nome comercial: Sopax) é uma substância utilizada como medicamento pertencente ao grupo e sub-grupos:
- Medicamentos Sistema nervoso central
  - Psicofármacos
    - Ansiolíticos,  sedativos e hipnóticos
      - Benzodiazepinas

## Indicações
- Perturbações da ansiedade e sintomas ansiosos.
- Insónia (Só para tratamento de curto prazo).

## Reacções adversas
- Sonolência.
- Descoordenação motora.
- Alterações gastro-intestinais.
- Diarreia.
- Vómitos.
- Alterações do apetite.
- Alterações visuais.
- Irregularidades cardiovasculares.
- Alteração da memória.
- Confusão.
- Depressão.
- Vertigem.
- O seu uso prolongado pode causar dependência e síndrome de abstinência quando a medicação é interrompida.

## Contraindicações e precauções
- As doses devem ser reduzidas nos idosos.
- Deve ser administrado com cuidado em doentes com miastenia grave ou insuficiência respiratória ou com apneia do sono.
- Não deve ser administrado a doentes com porfiria.

## Interacções
Deve ser evitado o uso concomitante de álcool e medicamentos depressores do Sistema Nervoso Central..

## Farmacocinética
- Nordazepam atravessa a barreira placentária e aparece em pequenas doses no leite materno.
- É absorvido no trato gastrointestinal.
- O nordazepam apresenta uma semi-vida que varia entre dois a cinco dias.

## Excreção
- Nordazepam é excretado pela urina, assim como os seus metabólitos.